# العلاقات الخارجية لإقليم كردستان
يتولى إقليم كردستان العراق إدارة علاقاته مع الدول والمنظمات الأجنبية. وقد أتاح الاستقرار السياسي والاقتصادي المتسارع لحكومة إقليم كردستان فرصة اتباع سياسة خارجية مستقلة عن الحكومة الاتحادية. تُعدّ دائرة العلاقات الخارجية (DFR) الهيئة الرئيسية لحكومة إقليم كردستان لإدارة شؤونها الخارجية. وتتمثل أهدافها الرئيسية في تعزيز مكانة إقليم كردستان على الصعيد الدولي، وتحسين علاقاته الدولية مع مختلف الحكومات والمنظمات الدولية، وعرض فرص الأعمال الناشئة في إقليم كردستان على الجهات الفاعلة الإقليمية والدولية.
مهدت رؤية حكومة إقليم كردستان للسياسة الخارجية الطريق لإنشاء العديد من التمثيلات الدبلوماسية في كردستان. ويبلغ إجمالي عدد الدول التي لديها تمثيل دبلوماسي في أربيل 31 دولة. كما أن للهيئات متعددة الجنسيات، بما في ذلك الاتحاد الأوروبي والأمم المتحدة واللجنة الدولية للصليب الأحمر ووكالة التعاون الدولي الكورية (KOICA)، مكاتب في كردستان. وقد نما حضور حكومة إقليم كردستان في الخارج بشكل ملحوظ منذ عام 2007. وحاليًا، تمتلك حكومة إقليم كردستان مكاتب تمثيلية في 14 دولة.

## وزارة العلاقات الخارجية
أنشأ إقليم كردستان دائرة العلاقات الخارجية في سبتمبر/أيلول 2006 لإدارة العلاقات مع المجتمع الدولي. واليوم، تُعدّ دائرة العلاقات الخارجية جزءًا لا يتجزأ من الحكومة، وتتولى مسؤوليات واسعة النطاق. كان وزير الخارجية فلاح مصطفى بكر يرأس دائرة العلاقات الخارجية منذ عام 2006، ثم ترأسها الوزير سفين دزيي منذ عام 2019. تُكلّف دائرة العلاقات الخارجية في حكومة إقليم كردستان بتعزيز مصالح إقليم كردستان وشعبه فيما يتعلق بالعلاقات مع المجتمع الدولي، وفقًا لتشريعات الإقليم ودستور العراق.
تشمل المسؤوليات الرئيسية للقسم ما يلي:
- تعزيز العلاقات الثنائية مع المجتمع الدولي
- تعزيز التجارة والاستثمار والسياحة والعلاقات المؤسسية
- الإشراف على مكاتب حكومة إقليم كردستان في الخارج
- التواصل مع المجتمع الدبلوماسي في إقليم كردستان
- تنظيم زيارات الوفود السياسية والاقتصادية إلى إقليم كردستان
- تنسيق وتنظيم علاقات حكومة إقليم كردستان مع وزارة الخارجية العراقية والسفارات العراقية في الخارج
- - إجراء ودعم الأنشطة التي تعزز صورة إقليم كردستان.
- التواصل بين المؤسسات الرسمية لحكومة إقليم كردستان والمجتمع الدولي
- تقديم الخدمات القانونية والتوثيقية لأبناء المنطقة ومواطنيها في الخارج

## العلاقات الثنائية

### آسيا
| دولة    | ملحوظات                                     |
| ------- | ------------------------------------------- |
| أرمينيا | - لدى أرمينيا قنصلية عامة في إقليم كردستان. |

### أوروبا
| بلد             | ملاحظلات |
| --------------- | --- |
| ألبانيا         | أرسلت ألبانيا أسلحة إلى إقليم كردستان عام 2014 في إطار الحرب ضد تنظيم الدولة الإسلامية.                                             |
| أرمينيا         | توجد لأرمينيا قنصلية عامة في عاصمة إقليم كردستان.[2]                                                                                |
| النمسا          | تملك النمسا مكتبًا تجاريًا في أربيل. ويملك إقليم كردستان مكتب تمثيل في فيينا.                                                         |

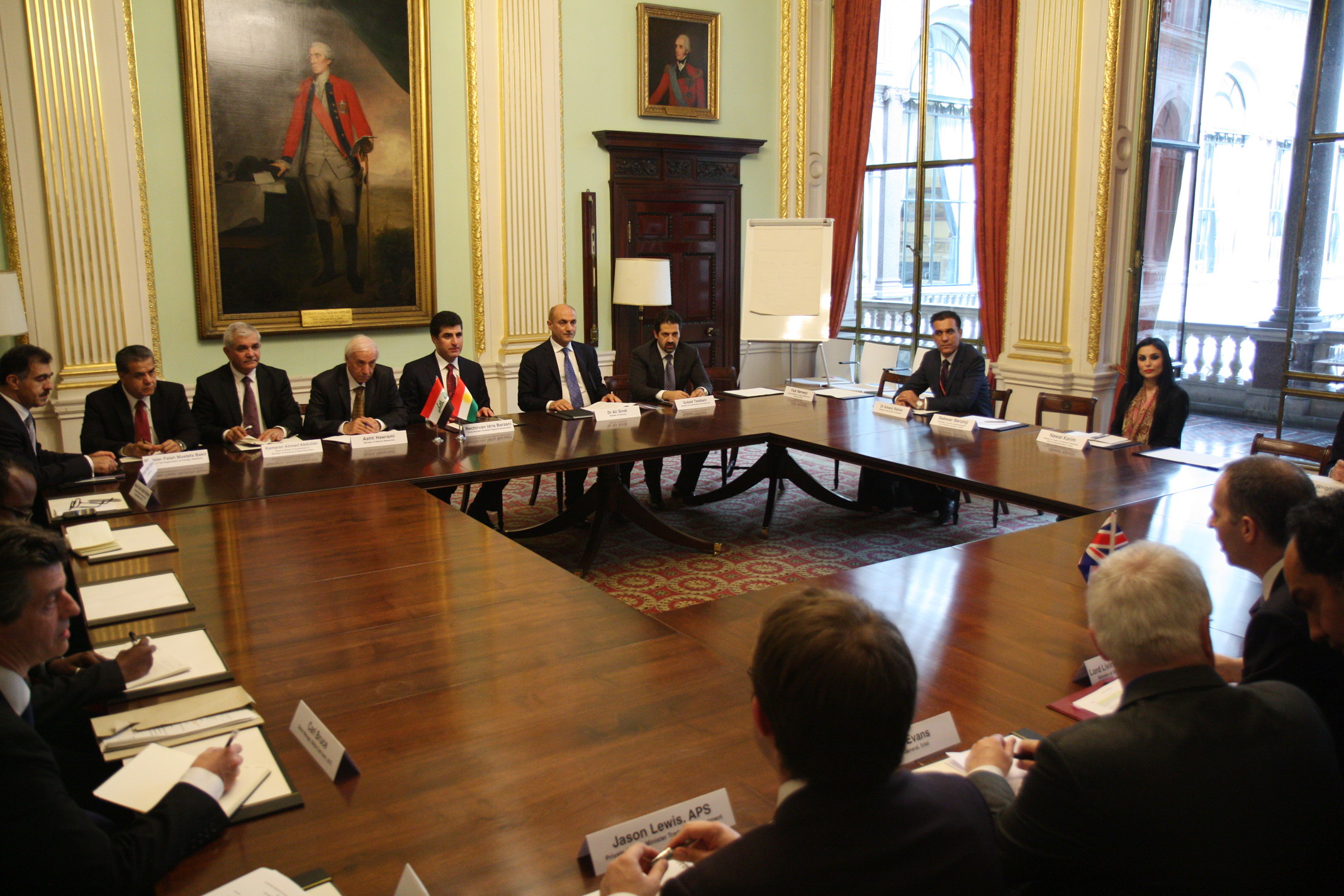
وزير التجارة والاستثمار البريطاني إيان ليفينغستون يتحدث مع رئيس وزراء إقليم كردستان نيجيرفان بارزاني في لندن، 19 مايو 2014.

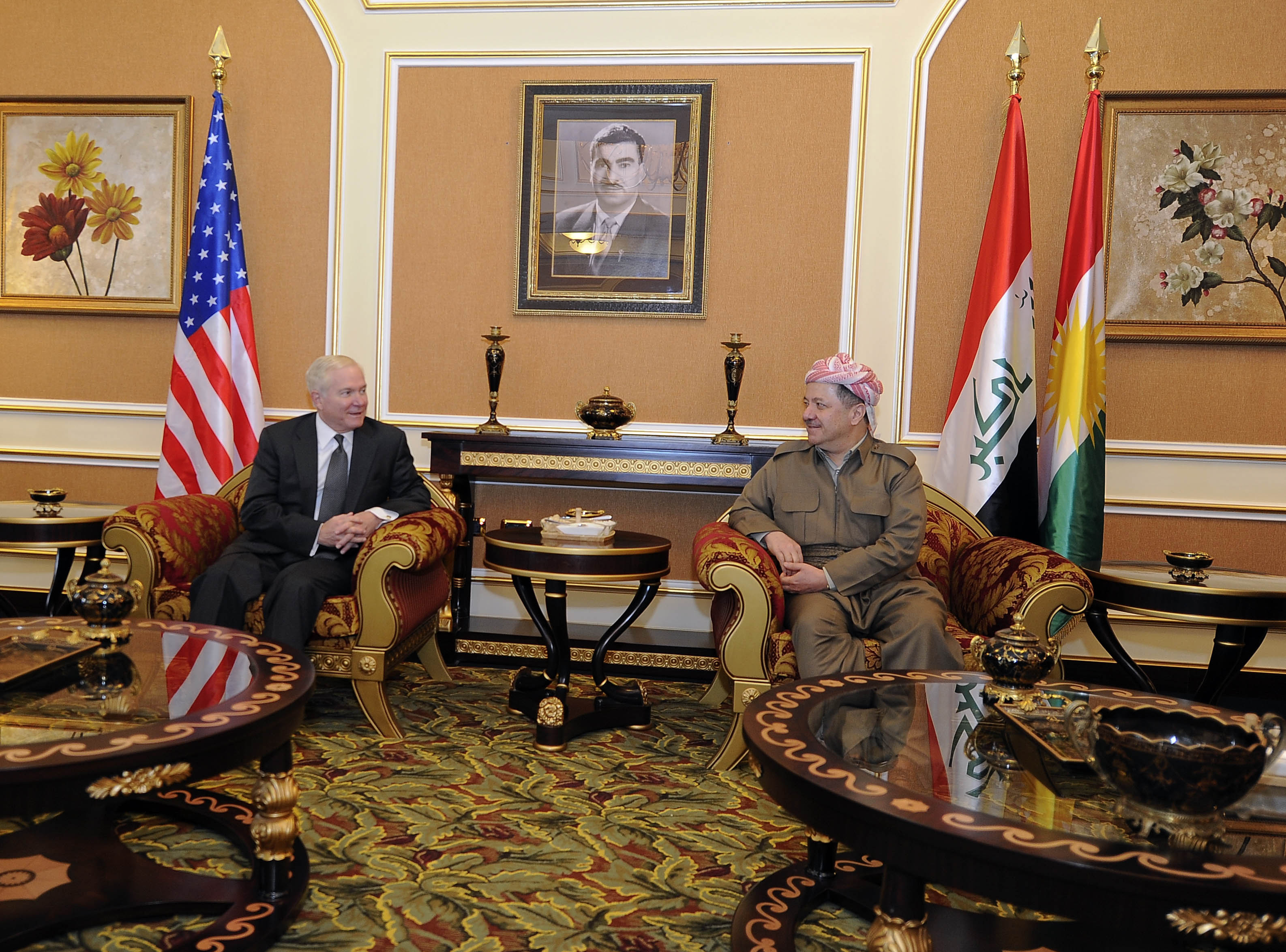
وزير الدفاع الأمريكي روبرت غيتس يتحدث مع رئيس حكومة إقليم كردستان مسعود بارزاني في أربيل، في 8 أبريل 2011.

| بلجيكا          | لا تملك بلجيكا أي تمثيل في إقليم كردستان. ولا يملك إقليم كردستان أي تمثيل في بلجيكا.                                                |
| بلغاريا         | تملك بلغاريا مكتبًا تجاريًا في أربيل، ولديها خطط لافتتاح قنصلية في أربيل. ولا يملك إقليم كردستان أي تمثيل في بلغاريا.                 |
| كرواتيا         | تخطط كرواتيا لافتتاح قنصلية في أربيل. ولا يملك إقليم كردستان أي تمثيل في كرواتيا.                                                   |
| قبرص            | أرسلت قبرص أسلحة إلى إقليم كردستان عام 2017 في إطار الحرب ضد تنظيم الدولة الإسلامية.                                                |
| جمهورية التشيك  | تملك جمهورية التشيك قنصلية عامة في أربيل. ولا يملك إقليم كردستان أي تمثيل في جمهورية التشيك.                                        |
| إستونيا         | أرسلت إستونيا أسلحة إلى إقليم كردستان عام 2014 في إطار الحرب ضد تنظيم الدولة الإسلامية.                                             |
| فنلندا          | توجد لفلندا قوة عسكرية في إقليم كردستان تضم 50 جنديًا يقومون بتدريب القوات الكردية. حتى أبريل 2017، أنهى نحو 1700 جندي كردي تدريبهم. |
| فرنسا           | تملك فرنسا قنصلية عامة في أربيل. ويملك إقليم كردستان مكتب تمثيل في باريس.                                                           |
| ألمانيا         | تملك ألمانيا قنصلية عامة في أربيل. ويملك إقليم كردستان مكتب تمثيل في برلين.                                                         |
| اليونان         | تملك اليونان قنصلية عامة في أربيل. ولا يملك إقليم كردستان أي تمثيل في اليونان.                                                      |
| المجر           | تملك هنغاريا قنصلية عامة في أربيل. ولا يملك إقليم كردستان أي تمثيل في هنغاريا.                                                      |
| إيطاليا         | تملك إيطاليا قنصلية في أربيل. ويملك إقليم كردستان مكتب تمثيل في روما.                                                               |
| هولندا          | تملك هولندا قنصلية عامة في أربيل. ولا يملك إقليم كردستان أي تمثيل في هولندا.                                                        |
| النرويج         | توجد للنرويج قوة عسكرية في إقليم كردستان لتدريب القوات الكردية.                                                                     |
| بولندا          | تملك بولندا قنصلية عامة في أربيل. ويملك إقليم كردستان مكتب تمثيل في وارسو.                                                          |
| رومانيا         | تملك رومانيا مكتبًا قنصليًا في أربيل. ولا يملك إقليم كردستان أي تمثيل في رومانيا.                                                     |
| روسيا           | تملك روسيا قنصلية عامة في أربيل. ويملك إقليم كردستان مكتب تمثيل في موسكو.                                                           |
| سلوفاكيا        | |
| سلوفينيا        | توجد لسلوفينيا قوة عسكرية في إقليم كردستان لتدريب القوات الكردية.                                                                   |
| إسبانيا         | لا تملك إسبانيا أي تمثيل في إقليم كردستان. ويملك إقليم كردستان مكتب تمثيل في مدريد.                                                 |
| السويد          | تملك السويد مكتبًا قنصليًا في أربيل. ويملك إقليم كردستان مكتب تمثيل في ستوكهولم.                                                      |
| سويسرا          | لا تملك سويسرا أي تمثيل في إقليم كردستان. ويملك إقليم كردستان مكتب تمثيل في برن.                                                    |
| المملكة المتحدة | تملك المملكة المتحدة قنصلية عامة في أربيل. ويملك إقليم كردستان مكتب تمثيل في لندن.                                                  |

### أرمينيا
ووصفت العلاقات بأنها "ودية" ومن المقرر افتتاح قنصلية أرمينية في أربيل قريبًا.

### الهند
رغم الروابط التاريخية، كانت العلاقات الدبلوماسية بين الهند وإقليم كردستان محدودة. تشتري الهند النفط الخام الكردي من خلال شركات تركية. ويعمل العديد من المواطنين الهنود في كردستان. ويسافر العديد من الأكراد إلى الهند لأغراض تعليمية أو طبية. في يوليو/تموز 2014، صرّح هيمن هاوراني، رئيس جناح العلاقات الدولية في الحزب الديمقراطي الكردستاني، لصحيفة "ذا هندو" بأنه يأمل في توطيد العلاقات السياسية والاقتصادية مع الهند، واصفًا إياها بـ"الشريك المهم". كما أعرب هاوراني عن رغبته في أن تفتح الحكومة الهندية قنصلية لها في أربيل، ودعا الشركات الهندية للاستثمار في كردستان. في نوفمبر/تشرين الثاني 2014، أرسلت الحكومة الهندية مبعوثها الخاص، السفير سوريش ك. ريدي، لزيارة كردستان ولقاء مسؤولين حكوميين أكراد. وصرح ريدي بأن الهند "تدعم إقليم كردستان دعمًا كاملًا خلال هذه الفترة العصيبة"، وأعرب عن ثقته في الحكومة الكردية وقوات البيشمركة للحفاظ على استقرار المنطقة وأمنها. كما أشاد السفير بدور قوات البيشمركة في محاربة داعش، وأعلن أن الحكومة الهندية ستفتح قنصلية لها في كردستان.

### كوريا الجنوبية
تربط كردستان وكوريا الجنوبية علاقات دبلوماسية واقتصادية قوية بالإضافة إلى الدعم العسكري من القوات المسلحة الكورية. كانت فرقة الزيتون (بالكورية: 자이툰 부대؛ وبالكردية: Tîpa Zeytûnê) فرقة تابعة لجيش جمهورية كوريا تعمل في كردستان من سبتمبر 2004 إلى ديسمبر 2008. ونُشِرَ 2200 جندي إضافي (معظمهم من المهندسين) في أربيل في إقليم كردستان شمال العراق بحلول أوائل سبتمبر 2004 وتم تجميعهم مع القوات الإنسانية التي نُقِلَت من جنوب العراق. وتألفت الوحدة المشتركة من 2800 جندي. وأُرسِلَ 800 جندي آخر لتعزيز القوات الموجودة في أربيل في نوفمبر 2004، مما أدى إلى زيادة حجم فرقة كوريا الجنوبية إلى 3600.
لدى جمهورية كوريا قنصلية في أربيل افتتحت في عام 2004، والرئيس العام الحالي هو السيد بارك يونغ كيو.

### تركيا
تأسست القنصلية العامة لتركيا في أربيل في مارس 2010. مهدت التجارة المزدهرة بين البلدين، وتدفق الاستثمارات التركية، واتفاقيات الطاقة الطريق لزيادة التعاون الجيوسياسي، وساعدت في التغلب على عقود من التوتر. وقد تجسدت هذه الشراكة المتوسعة، المبنية على المصالح الاقتصادية المتبادلة، في زيارة رئيس الوزراء التركي رجب طيب أردوغان إلى إقليم كردستان في مارس 2011، وهي أول زيارة من نوعها يقوم بها زعيم تركي. إن زيادة أحجام التجارة بين تركيا وكردستان (8.4 مليار دولار في عام 2012) توضح عمليًا أهمية هذه العلاقة النامية. وقد حلت شراكة جديدة في مجال الطاقة محل التوترات السابقة، ويبدو أن تركيا أقل قلقًا بشأن احتمال قيام إقليم كردستان مستقل. في مايو 2012، أبرمت تركيا وحكومة إقليم كردستان صفقة لبناء خط أنابيب غاز وخطي أنابيب نفط مباشرة من شمال العراق الخاضع لسيطرة الأكراد إلى تركيا دون موافقة بغداد، مما دفع التقارب الذي بدأ بين البلدين في عام 2009 خطوة أخرى إلى الأمام.

### استفتاء ما بعد الاستقلال
تعرض استفتاء استقلال إقليم كردستان عام 2017 لانتقادات شديدة وإدانة من قبل السلطات التركية، كما أضر تصويت الاستقلال بشكل كبير بالعلاقة بين تركيا وإقليم كردستان في السنوات التالية، على الرغم من أن العلاقات على الجانب الاقتصادي ظلت مهمة. ومع ذلك، ظلت الحدود بين حكومة إقليم كردستان وتركيا مفتوحة، على عكس إيران التي أدانت أيضًا الاستفتاء وأغلقت معابرها الحدودية من أجل حصار المنطقة. أزالت تركيا ثلاث قنوات تلفزيونية مقرها في شمال العراق، بما في ذلك وكالة الأنباء الكردية روداو، من قمرها الصناعي ترك سات بسبب انتهاكات البث خلال استفتاء حكومة إقليم كردستان في سبتمبر 2017. استأنفت تركيا الرحلات الجوية من وإلى إقليم كردستان في مارس 2018، والتي كانت معلقة منذ سبتمبر 2017.
في 22 يونيو 2019، زار رئيس إقليم كردستان العراق المُنْصَب حديثًا، نيجيرفان بارزاني، إسطنبول والتقى بالرئيس التركي رجب طيب أردوغان، الذي وصف بارزاني بأنه "ضيفه الخاص". كانت هذه أول زيارة خارجية رسمية لبرزاني كرئيس لإقليم كردستان العراق. وقد فسرت العديد من وسائل الإعلام، بما في ذلك صوت أمريكا، هدف الزيارة على أنه محاولة لكسب الدعم الكردي لمرشح حزب العدالة والتنمية الحاكم، بن علي يلدريم، في انتخابات رئاسة بلدية إسطنبول التي أُجريت في 23 يونيو 2019.

### الولايات المتحدة
لدى الولايات المتحدة حاليًا سياسة رسمية تجاه حكومة إقليم كردستان العراق. وتبدأ هذه السياسة بـ"اتصالات" ثم "علاقة" سرية، وصولًا إلى "علاقة مؤسسية" علنية تتجسد في سياسة أمريكية رسمية تجاه الأكراد. ويشهد تحول التفاعل الأمريكي مع الأكراد من المساعدات الإنسانية إلى الشراكة الاستراتيجية كحليف غير حكومي ومورد أساسي على الدور المتنامي لإقليم كردستان في العلاقات الدولية في الشرق الأوسط. وقد دُعم تعميق العلاقات الاقتصادية بين حكومة إقليم كردستان والولايات المتحدة من خلال إنشاء مجلس الأعمال الكردستاني الأمريكي (USKBC) في أبريل/نيسان 2012. وفي الشهر نفسه، زار رئيس إقليم كردستان، الرئيس مسعود بارزاني، واشنطن العاصمة، والتقى بالرئيس باراك أوباما ونائب الرئيس جو بايدن.
تأسست القنصلية العامة للولايات المتحدة في أربيل في يوليو 2011. وكان لإقليم كردستان مكتب تمثيلي في الولايات المتحدة منذ فبراير 2007.

## المشاركة في الاتحادات الرياضية الدولية
إقليم كردستان يحصل على صفة "عضو" في اتحادين رياضيين دوليين.
| منظمة دولية | حالة | التمثيل                           | تاريخ التقديم | تاريخ القبول | ملحوظات |
| ----------- | ---- | --------------------------------- | ------------- | ------------ | --- |
| لوحة NF     | عضو  | اتحاد كرة القدم في كردستان العراق |               | ديسمبر 2008  | في عام 2008، شارك منتخب كردستان العراق لأول مرة في بطولة كأس العالم لكرة القدم. استضافت كردستان العراق بطولة كأس العالم لكرة القدم عام 2012 وفازت بها. |
| كونيفا      | عضو  | اتحاد كرة القدم في كردستان العراق |               | يونيو 2013   | في مايو 2016، سيشارك فريق كردستان العراق في بطولة كأس العالم لكرة القدم التي تستضيفها أبخازيا.                                                         |

## روابط خارجية
- دائرة العلاقات الخارجية لحكومة إقليم كردستان نسخة محفوظة November 28, 2014, على موقع واي باك مشين.| - ع - ن - ت Foreign relations of آسيا                                                                                                | - ع - ن - ت Foreign relations of آسيا                                                                                                                                                                                                                                                                                                                                                                                                                                                                                                   |
| --- | --- |
| دول ذات سيادة | - الأردن - أرمينيا1 - أذربيجان1 - أفغانستان - الإمارات العربية المتحدة - إندونيسيا - أوزبكستان - إيران - إسرائيل - باكستان - البحرين - بروناي - بنغلاديش - بوتان - تايلاند - تركمانستان - تركيا3 - تيمور الشرقية - المالديف - جورجيا1 - روسيا3 - سريلانكا - السعودية - سلطنة عمان - سنغافورة - سوريا - الصين - طاجيكستان - العراق - الفلبين - فيتنام - قبرص1 - قطر - قرغيزستان - كازاخستان3 - كمبوديا - كوريا الجنوبية - كوريا الشمالية - الكويت - لاوس - لبنان - ماليزيا - مصر3 - منغوليا - ميانمار2 - نيبال - الهند - اليابان - اليمن |
| الدول ذات الاعتراف المحدود | - أبخازيا1 - جمهورية أرتساخ - أوسيتيا الجنوبية1 - تايوان - فلسطين - قبرص الشمالية |
| التبعيات وباقي المقاطعات | - إقليم المحيط الهندي البريطاني - جزيرة كريسماس - جزر كوكوس - ماكاو - هونغ كونغ |
| 1 تضم أحياناً إلى أوروبا، وذلك حسب تعريفات الحدود بين آسيا وأوروبا. 2 معروفة رسمياً باسم ميانمار. 3 دول تمتد أراضيها عبر أكثر من قارة. | |